# Vol Pan Am 806
Le 30 janvier 1974, un Boeing 707 effectuant le vol Pan Am 806, un vol international régulier reliant Auckland, en Nouvelle-Zélande, à Los Angeles, aux États-Unis, avec des escales intermédiaires à Pago Pago, dans les Samoa américaines, et à Honolulu, à Hawaï, s'écrase dans une zone boisée, lors de l'approche vers l'aéroport de Pago Pago, tuant 87 passagers et 10 membres d'équipage à bord de l'appareil.

## Avion et équipage
L'avion impliqué est un Boeing 707-321B, surnommé Clipper Radiant, immatriculé N454PA, qui cumulé 21 625 heures de cellule depuis son premier vol en 1967. 
Le commandant de bord du vol 806 est Leroy Petersen, 52 ans, qui totalise 17 414 heures vol, dont 7 416 heures dans le Boeing 707. Le copilote est Richard Gaines, 37 ans, avec 5 107 heures de vol, toutes effectuées sur 707. Le troisième officier est James Phillips, 43 ans, avec 5 208 heures de pilotage au total, dont 4 706 sur 707. Le mécanicien navigant est Gerry Green, 37 ans, qui totalise 2 399 heures de vol en tant que mécanicien navigant et copilote de réserve, dont 1 444 sur 707.
Bien que Gaines devait agir en tant que copilote sur le vol, il était atteint d'une laryngite le jour du vol, et a été remplacé en tant que tel par le troisième officier Phillips, qui a alors assuré le vol en tant que copilote, pendant que Gaines prend place sur le strapontin, situé dans le cockpit.

## Enquête
Le Conseil national de la sécurité des transports (NTSB) a déterminé que la cause probable de l'accident est l'identification tardive, par l'équipage, de cisaillement de vent induit par la présence de plusieurs rafales descendantes, présentes dans la zone autour de l'aéroport. 
Parmi les facteurs contributifs à cet accident, les enquêteurs ont cité la mauvaise visibilité lors de l'approche, en raison du mauvais temps, et le manque d'annonces d'altitude et de vitesse, de la part du copilote, pendant cette phase du vol.